# Ferdinand Seyfarth
Ferdinand Seyfarth (* 31. Mai 1818 in Sundhausen; † 21. Mai 1901 in Krefeld) war Landwirt und Mitglied des Deutschen Reichstags.

## Leben
Seyfarth besuchte das Gymnasium Gotha von 1827 bis 1834. Danach widmete er sich der Landwirtschaft und betrieb diese selbständig von 1843 bis 1879 in Friedrichshütte bei Bebra. Zur Regelung der Grundsteuer in den neuen Preußischen Provinzen war er Veranlagungskommissar für den Kreis Rotenburg von 1871 bis 1875. Weiter war er Mitglied des Kommunallandtags für den Regierungsbezirk Kassel von 1880 bis 1886 und des Preußischen Abgeordneten-Hauses von 1882 bis 1896.
Von 1884 bis 1890 war er Mitglied des Deutschen Reichstags für den Reichstagswahlkreis Regierungsbezirk Kassel 6 (Hersfeld, Rotenburg (Fulda), Hünfeld) und die Deutschkonservative Partei.